# Same Girl (album de Youn Sun Nah)
Albums de Youn Sun Nah
Voyage
(2009) Lento
(2013)
Same Girl est un album de Youn Sun Nah, sorti le 8 février 2010 sous le label allemand ACT.
L'album est distingué par la presse ("Choc" Jazz Magazine, "ELU" Citizenjazz.com ...) et se place en première place des meilleures ventes d'albums jazz en France durant tout le mois d'octobre. Le 12 janvier 2011, Same Girl est récompensé par l’Académie du Jazz en recevant le Prix Mimi Perrin du Jazz Vocal 2010 (pour le meilleur album de jazz vocal de l'année). L’album figure aussi parmi les quatre finalistes dans la catégorie Grand Prix de l’Académie qui récompense le meilleur album de l’année. L'album devient disque d’or en France après avoir été meilleure vente de disques de jazz de l’année 2011. L’album est aussi récompensé par le Prix du Jazz Vocal de l’Académie du Jazz ainsi qu’un Korean Music Award.

## Titres
1. My Favorite Things - 3:58 - Oscar Hammerstein II / Richard Rodgers
2. My Name Is Carnival - 4:02 - Jackson C. Frank
3. Breakfast In Baghdad - 5:56 - Ulf Wakenius
4. Uncertain Weather - 3:22 - Youn Sun Nah
5. Song Of No Regrets - 3:45 - Lani Hall / Sergio Mendes
6. Kangwondo Arirang - 4:06 - Traditionnel
7. Enter Sandman - 4:52 - Kirk Hammett / James Hetfield / Metallica / Lars Ulrich
8. Same Girl - 4:14 - Randy Newman
9. Moondog - 4:10 - Terry Cox
10. Pancake - 3:36 - Youn Sun Nah
11. La Chanson d'Hélène - 5:07 - Jean-Loup Dabadie / Philippe Sarde

## Musiciens
- Youn Sun Nah : chant.
- Lars Danielsson : basse, violon.
- Xavier Desandre Navarre : percussion.
- Ulf Wakenius : guitare.